# Pseudognaptodon descalvadensis
Pseudognaptodon descalvadensis är en stekelart som beskrevs av Cirelli och Penteado-dias 2002. Pseudognaptodon descalvadensis ingår i släktet Pseudognaptodon och familjen bracksteklar. Inga underarter finns listade i Catalogue of Life.